# Merizocera mus
Merizocera mus is een spinnensoort uit de familie Psilodercidae. De soort komt voor in Thailand.